# 萊克伍德肖爾斯 (伊利諾伊州)
萊克伍德肖爾斯（英語：Lakewood Shores）是位於美國伊利諾伊州威爾縣的一個人口普查指定地區。

## 地理
萊克伍德肖爾斯的座標為41°16′03″N 88°08′09″W / 41.26750°N 88.13583°W，而該地最高點為海拔高度172米（即564英尺）。

## 人口
根據2010年美國人口普查的數據，萊克伍德肖爾斯的面積為7.00平方千米，當中陸地面積為6.00平方千米，而水域面積為1.00平方千米。當地共有人口1347人，而人口密度為每平方千米192.43人。